# Београдска академија пословних и уметничких струковних студија
Београдска академија пословних и уметничких струковних студија или скраћено БАПУСС је државна високошколска образовно-научна институција са могућностима студирања основних, специјалистичких и мастер струковних студија.

## Историја

### Настанак и развој институције у периоду СФР Југославије
Имајући у виду да је ФНРЈ наследила недовољан број економиста са високошколским образовањем, и то да се у том периоду у Србији стручно образовање стицало у Економско-комерцијалној високој школи, основаној у Београду, 1937. (од 1947. Економски факултет БУ) као и на нижим нивоима (средње школе и абитуријентски курсеви), очигледно је зашто су нови друштвени услови и брз развој друштва након Другог светског рата отворили питање неопходности промене и прилагођавања целокупног друштвеног система новим условима.
У том периоду, предузећа која су до тада често водила недовољно стручна и квалификована лица (1953. било је само 1,1% директора са факултетском дипломом), и која нису могла да одговоре све сложенијим проблемима друштвеног и привредног развоја, као и ограничена моћ Економског факултета да ишколује довољан број стручних кадрова, покренула су питање неопходности формирања виших економско-комерцијалних школа.
У таквим околностима Друштво економиста Србије, заједно са привредним коморама (Савезном спољнотрговинском комором, Савезном индустријском комором и Трговинском комором Србије) и банкама у Београду (Народном банком, Југословенском инвестиционом банком и Савезом комуналних банака Србије) уз констатацију да је школство економског усмерења неразвијено, да спрема кадрове општег профила, да је скупо и да у привреди постоји широка лепеза радних места која не захтевају економисте са факултетском спремом, даје иницијативу за оснивање виших економско-комерцијалних школа. Скупштина Србије у првој половини 1956. донела је Закон о вишим школама, а недуго након тога и Одлуку о оснивању виших комерцијалних школа у Београду и Нишу.
Очекивано је да се оснивањем ових виших школа омогући школовање кадрова више стручне спреме профила оријентисаних на послове из области економије предузећа, али и да се попуни празнина између средње и високе стручне спреме. Такође, очекивано је и да се оптимизује прилив школованих економиста у привредне организације, као и да се скрате време и трошкови њиховог школовања што би довело и до појефтињења школовања. Решавање основних задатака би се свакако олакшало и њиховом приснијом сарадњом с привредним и другим организацијама (усавршавање кадрова, обогаћивања наставе искуствима из праксе), што је и било упутство овим школама.
Крај овог периода представља почетак рада Школе у Београду. Она је започела свој рад 1. новембра 1956. и овај датум практично представља почетак постојања данашње Београдске пословне школе - високе школе струковних студија.

###### Виша ЕКОНОМСКО-КОМЕРЦИЈАЛНА школа
Усвајањем наставног плана и програма од стране Савета за школство, створили су се услови да 1. новембра 1956. започне рад Школе у Београду, која је убрзо након тога добила назив Виша економско-комерцијална школа.

###### Виша ФИНАНСИЈСКО-КЊИГОВОДСТВЕНА школа
Услови који су постојали у привреди и друштву, као и структура финансијско-књиговодственог кадра, наметнули су потребу за одређеним акцијама које су се, између осталог, огледале и у потреби за њиховим школовањем. Актом оснивања постављени су основни задаци у образовању кадрова са вишом школском спремом из области финансијског и материјалног пословања, као и књиговодства. Школа није имала одсеке, већ су се студенти у III и IV семестру благо усмеравали за производна предузећа, пољопривреду, земљорадничке задруге и промет (трговина, угоститељство и туризам).

###### Виша школа за спољну трговину
Околности у привреди и друштву који су наметнули потребу и за осталим вишим школама, довели су до успостављања Више школе за спољну трговину. Наиме, Спољнотрговинска комора Југославије дошла је до закључка да је поред недовољног броја спремних и способних радника у спољној трговини, туризму и царини, била неповољна и њихова квалификациона структура. Такође, малобројан и недовољно стручан стари кадар, који је био недорастао новим условима трговања, имао је посебан проблем у виду непознавања страних језика, па је било потребно да буде замењен младим људима, који ће познавати стране језике и учити трговати на нов начин.

###### ИНТЕГРАЦИЈА
Одговарајући на привредне и друштвене околности покренуто је питање рационализације мрежа виших школа у Србији. Радне заједнице трију виших школа економског смера у Београду, односно Више економско-комерцијалне школе, Више финансијско-књиговодствене школе и Више школе за спољну трговину, повеле су на ту тему дијалог. Њихови зборови одржани 20. маја 1968. резултирали су одлуком о интеграцији све три школе у једну, Вишу економску школу, чији ће основи задатак бити школовање економиста са вишом стручном спремом. Поред тога, очекивања од нове Школе су и да се бави стручним оспособљавањем запослених кадрова на економско-комерцијалним пословима и организацијом истраживачког рада у области привредног пословања и кадровских проблема, као и пружањем непосредне помоћи радним организацијама.

###### Виша ЕКОНОМСКА школа
Виша економска школа са седиштем у Београду, као јединствена високошколска установа почела је рад 1. октобра 1968. године. Интегришући се у једну високошколску установу, колективи трију виших школа желели су да остваре извесне циљеве: да се приближе интересима привреде и школским институцијама које образују кадрове за привреду и јавне службе, да профил кадрова усмере ка савременим потребама привредних организација које су, увођењем нових средстава за рад, створиле простор за специјалисте, као и да убрзају економски развој, остваре ефикасније студирање и рационалније трошење средстава за образовање.

###### Виша школа за ПРИМЕЊЕНУ ИНФОРМАТИКУ И СТАТИСТИКУ
Паралелно са радом Више економске школе у Београду, радила је и Виша статистичка школа из Београда, која је основана уредбом СИВ-а још 1958., као школа савезног значаја. Школа је финансирана из Савезног буџета и радила је до априла 1966. када је заједно са осталим школама чији је оснивач био СИВ изгубила тај статус, који правно није био решен до 1976. Исте године је дошло до интеграције са Вишом школом за примењену информатику.

###### Виша школа за ЕКОНОМИЈУ И ИНФОРМАТИКУ
Интеграцијом Више економске школе и Више школе за примењену информатику и статистику, основана је Виша школа за економију и информатику (1987. године). Основни циљеви њиховог програмског и просторног повезивања били су повезивање економије и информатике ради стварања пословног садржаја на коме ће се заснивати процес образовања; савремено и стандардно образовање стручних профила који ће одговарати потребама модерног пословања; бржи развој истраживачке делатности и њено потпуније повезивање с образовном делатношћу; рационалније коришћење кадрова и средстава рада.

### Од 1990. године до 2020.

###### Виша пословна школа
Виша пословна школа настала је као резултат вишедеценијског рада, посебно искустава интегрисаних школа и искуства негованог у неколико пословних школа чији су наставни планови послужили за утврђивање концепције рада, планова, програма и методологије при трансформацији из Више школе за економију и информатику у Вишу пословну школу.

###### Београдска пословна школа
На основу Закона о вишој школи (чл. 83) и Статута Више пословне школе (чл. 122), Управни одбор Више пословне школе, на седници од 24. маја 2002. године, донео је Одлуку о промени назива и проширењу делатности; Школа је добила назив Београдска пословна школа, уз сагласност Владе Републике Србије, Одлуком од 22. августа 2002. године.
За непуних педесет година рада, уз систематске интеграције и перманентни организациони, програмски и кадровски развој, створен је систем образовања који учествује у глобалној економској конкуренцији рада и капитала и који је за свега три године потврдио исправност одлука, и Управног одбора Школе и Владе РС, о променама управо признањем које је Школа добила од државних органа. Перспектива јој је заснована на ажурном и стандардном раду, а речи поводом њене шездесетогодишњице не односе јој се само на прошлост и актуелно стање, већ на ближу и даљу перспективу колектива.
У том контексту разумевања и тумачења актуелног стања и будућности Школе, најбољи су докази студијски програми њених пет одсека: Пословна информатика и електронски бизнис; Менаџмент; Финансије, рачуноводство и банкарство; Маркетинг и трговина; Порези и царине.

###### Београдска пословна школа – висока школа СТРУКОВНИХ СТУДИЈА
Континуитет у раду, дуга традиција и искуство, осавремењени наставни програми, изузетни услови студирања и техничке могућности, чинили су БПШ-ВШСС једном од најатрактивнијих и највећих школа овог типа, не само у Србији, већ и на Балкану.
БПШ-ВШСС је пратећи домаће и светске трендове, из мултидисциплинарних научних области информатичког, економског и правног усмерења, промовисала концепт примењених студија, изграђујући управо оне вештине и способности код студената које је захтевало савремено друштво.
Школа је реализовала наставу на седам акредитованих студијских програма на основним струковним студијама, као и на два студијска програма на специјалистичким струковним студијама и једном студијском програму на мастер струковним студијама. Одликујући се великом флексибилношћу, Школа је перманентно усклађивала свој образовни концепт са савременим кретањима, која су се се дешавала на европском пољу образовања и са захтевима који су долазили са тржишта. У том контексту, Школа је акредитовала два нова студијска програма на мастер струковним студијама из области Информационих технологија и Јавне управе.

## Београдска академија пословних и уметничких студија - данас
У циљу промовисања и подизања угледа високог струковног образовања у Србији, Влада Републике Србије је 2019. године основала Београдску академију пословних и уметничких струковних студија, која у свом саставу обједињује две установе са најдужом традицијом у области струковног образовања: Београдску пословну школу - Високу школу струковних студија и Високу школу лепих и примењених уметности струковних студија из Београда. На тај начин формирана је једина академија струковних студија у Србији која обухвата три научна поља: друштвено-хуманистичко, техничко-технолошко и уметничко. Оваква трансформација доприноси ефективнијем, ефикаснијем и економичнијем остваривању циљева струковног високог образовања и његовом повезивању са потребама тржишта рада.
Београдска академија пословних и уметничких струковних студија је прва и водећа акредитована високошколска институција у Србији у области информационих система и технологија, финансија, рачуноводства, банкарства, пореза и царина, јавне управе, менаџмента, маркетинга и уметности. Програмска оријентација Академије одражава савремене трендове високог струковног образовања, дуалног концепта студирања, са студентском стручном праксом као кључном основом за развој и обликовање стручњака који ће бити конкурентни не само на домаћем, већ и европском и светском тржишту рада.
Београдска академија пословних и уметничких струковних студија има јасну визију о својој улози у унапређењу система струковног образовања у Србији, као и о стратешкој усмерености ка потребама друштва и савременим образовним тенденцијама. Академија своју делатност обавља кроз остваривање основних, специјалистичких и мастер струковних студија из више научних и стручних области: информационе технологије, економија, менаџмент, маркетинг, право, дизајн, аудиовизуелне композиције, а у оквиру образовно-научних поља друштвено-хуманистичких, техничко-технолошких наука и уметности.
Важан ресурс Академије је и сама зграда која је смештена у центру престонице Србије, прелепом граду који лежи на ушћу двеју река. Академија се простире на преко 12.000 m², савремено је опремљена, функционална и потпуно прилагођена свим потребама студената којима је на располагању 6 амфитеатара и 15 слушаоница, 9 рачунарских лабораторија и 1 радионица, климатизована и савремена библиотека са читаоницом. Преко три стотине рачунара стојe на располагању у сваком тренутку свим студентима и запосленима. Најновији и најактуелнији рачунарски софтвер имплементиран је у процес наставе. Београдска академија пословних и уметничких струковних студија омогућава да сваки студент у току реализације практичног дела наставе самостално користи рачунар. Поред простора који је директно везан за наставу, Академија поседује и све друге пратеће садржаје омогућавајући да студенти буду максимално посвећени студирању, али и да се осећају комфорно и да им период живота проведен на Академији остане у лепом сећању.